# Patrik Ingelsten
Patrik Severin Ingelsten, född 25 januari 1982 i Kävsjö församling i Jönköpings län, är en svensk före detta fotbollsspelare som numera är tränare för Jönköpings Södra IF.
Ingelsten är främst känd som allsvenskans skyttekung 2008 med 19 gjorda mål då han också blev svensk mästare i Kalmar FF.

## Spelarkarriär

### Unga år
Ingelstens moderklubb är Hillerstorps GoIF i den lilla småländska orten Hillerstorp. Därifrån gick han 2000 till IFK Värnamo, där han tränades av den tidigare landslagsspelaren Jonas Thern.

### Debut i allsvenskan
När Thern inför säsongen 2002 värvades till allsvenska Halmstads BK tog han med sig Ingelsten och lagkamraten Magnus Andersson, även han från Hillerstorp till klubben. Ingelsten debuterade i allsvenskan 7 april 2002 mot GIF Sundsvall. I Halmstad användes han såväl som ytter- som innermittfältare och i anfallet. En av höjdpunkterna under hans tid i klubben var när han gjorde det avgörande målet när HBK slog ut Sporting Lissabon ur UEFA-cupen 2005.

### Förtroende i ny klubb
Efter att han efter säsongen 2006 inte fått förnyat kontrakt med Halmstads BK blev han av Nanne Bergstrand handplockad till allsvenska konkurrenten Kalmar FF. Tränare Bergstrand gav omgående Ingelsten stort förtroende, trots att han inte alltid spelade på toppen av sin förmåga. Under första säsongen stod Ingelsten för sju mål och var den ende av Kalmars spelare som startade samtliga matcher. Förtroendet betalade sig fullt ut säsongen 2008. Ingelsten växte ut till en målskytt av rang och med sina 19 mål och skytteligaseger bidrog han starkt till klubbens första SM-guld någonsin.

### Utlandskarriär
Efter säsongen uttryckte Ingelsten sin lust att bli utlandsproffs om ett bra anbud dök upp. Kalmar satte inga käppar i hjulet utan sålde senare under hösten sin målspottare till nederländska Heerenveen.
Den första tiden som proffs blev jobbig för svensken. Han drabbades av fot- och tåskador som gjorde att han fick en svår start i klubben. Speltiden blev måttlig även när han senare blivit fri från sina skador. Förtroendet han känt från tiden i Kalmar var han inte i närheten av att få i Nederländerna. På nyåret 2010 blev Ingelsten istället klar för norska Viking FK dit nye tränaren Åge Hareide ville ha honom.
Under våren 2010 var han en av klubbens viktigaste spelare och bidrog bland annat med 8 mål på 21 matcher. I en seriematch i augusti 2010 drabbades dock Ingelsten av en allvarlig knäskada som skulle hålla honom borta från resten av säsongen liksom för under hela 2011. Ännu i januari 2012 var svensken inte aktuell för A-lagsspel.

### Återkomst till svensk fotboll
I november 2013 skrev Ingelsten på för Mjällby AIF och han återvände därmed till svensk fotboll efter fem år utomlands. I juli 2014 lånades han ut till den allsvenska konkurrenten Falkenbergs FF där han i debuten gjorde mål i en 4–1-vinst över AIK. Kontraktet med Mjällby bröts dock efter säsongen 2014 då laget åkte ur allsvenskan och i december 2014 skrev Ingelsten istället på för Gais. 

### Landslaget
I oktober 2008 blev Ingelsten uttagen till det svenska A-landslaget för första gången, inför VM-kvalmatchen mot Portugal. Detta skedde efter att en rad nyckelspelare i landslaget blivit skadade. Ingelsten blev också uttagen till landslagets januari-turné 2009, men följde inte med då han blivit proffs i Heerenveen innan turnén började. 

### Spelstil
Ingelstens stora styrka som spelare låg i hans snabbhet och förmåga att komma i djupledslöpningar.[källa behövs]

## Tränarkarriär

### IS Halmia
Ingelsten inledde tränarkarriären som spelande tränare i IS Halmia i Division 2, dit han värvades inför säsongen 2016. Halmia nådde positivt kval, men lyckades inte ta klivet till Ettan.

### Gais
Inför säsongen 2017 återvände Ingelsten till Gais, där han axlade rollen som sportchef parallellt med rollen som assisterande tränare bakom huvudtränaren Benjamin Westman. I och med att Westman petades i juni 2017 tog Ingelsten över på tillförordnad basis fram till dess att Bosko Orovic tillsattes. Ingelsten fortsatte därefter som assisterande tränare fram till 2019 då han återigen tog över rollen som huvudtränare då Orovic arbetsbefriades. Då han saknade den nödvändiga tränarlicensen UEFA Pro Licence delade han huvudansvaret med Tomas Erixon som innehar licensen. Efter att Stefan Jacobssons tränarstab med Fredrik Holmberg som assisterande tränare kontrakterats inför säsongen 2020 offentliggjordes att Ingelsten saknade plats i organisationen och skulle lämna Gais.

### Eskilsminne IF
Ingelsten värvades som huvudtränare för Helsingborgsklubben Eskilsminne IF inför säsongen 2021, efter att Eskilsminne föregående säsong degraderats från Ettan Södra. Under Ingelstens första säsong som huvudtränare placerades Eskilsminne på en andraplats i Division 2 och under 2022 vann man serien och avancerade till Ettan Södra. I och med avancemanget fick Ingelsten förnyat förtroende. Efter en fjärdeplats som nykomling 2023 valde Ingelsten att avsluta sitt uppdrag i Eskilsminne IF för nya utmaningar.

### Jönköpings Södra IF
I slutet av 2023 stod det klart att Ingelsten skulle ta över Jönköpings Södra IF, som precis åkt ur Superettan och nu skulle spela i Söderettan. Den första säsongen ledde han laget till en sjundeplacering.

## Privatliv
Ingelsten är gift med tidigare Fame Factory-deltagaren Sophie Johansson, numera Ingelsten.[källa behövs]

## Meriter
Kalmar FF
- Svensk mästare 2008
- Svenska Cupen 2007